# Frank Rutherford
Frank Rutherford MBE, född den 23 november 1964, är en friidrottare från Bahamas som tävlade i tresteg under 1980-talet och 1990-talet.

## Karriär
Rutherfords genombrott kom när han vid Inomhus-VM 1987 i Indianapolis blev bronsmedaljör i tresteg med ett hopp på 17,02. Samma år deltog han vid VM utomhus i Rom där han inte gick vidare till finalen. 1991 deltog han vid VM både inomhus och utomhus men tog sig inte heller då vidare till finalomgången.
Karriärens höjdpunkt kom under 1992 då han dels i maj noterade sitt personliga rekord 17,41, en längd som stod sig som nationsrekord tills Leevan Sands slog det 2002. Samma år 1992 deltog Rutherford vid Olympiska sommarspelen i Barcelona där han tog Bahamas första olympiska medalj i friidrott när han slutade på tredje plats. De enda som hoppade längre än de 17,36 var USA:s Mike Conley och Charles Simpkins.
Efter framgången 1992 lyckades han aldrig nå samma resultat. Vid varken VM 1993 eller 1995 tog han sig vidare till finalen och vid hans sista mästerskap Olympiska sommarspelen 1996 i Atlanta slutade han på elfte plats. 